# Волочиська міська територіальна громада
Волочиська міська громада — територіальна громада України, у Хмельницькому районі Хмельницької області. Адміністративний центр — місто Волочиськ.
Площа громади — 527 км², населення — 33 579 мешканців (2018).
Утворена 13 серпня 2015 року шляхом об'єднання Волочиської міської ради та Авратинської, Вочковецької, Гарнишівської, Зайчиківської, Клининської, Копачівської, Користовецької, Курилівської, Маначинської, Ожиговецької, Полянської, Рябіївської, Тарнорудської, Федірківської, Чухелівської, Щаснівської, Яхновецької сільських рад Волочиського району.
12 жовтня 2018 року внаслідок добровільного приєднання до громади приєдналася Соломнянська сільська рада.
27 листопада 2020 року до Волочиської міської громади приєдналися Поповецька сільська громада у складі 3-х населених пунктів з кількістю населення 677 чол. та площею 38 км², Богданівська сільська громада у складі 4-х населених пунктів з кількістю населення 863 чол. та площею 33 км² та Холодецька сільська громада у складі 2- населених пунктів з кількістю населення 511 чол. та площею 21 км².
Громада розташована на заході району. Межує на півночі з Теофіпольським районом, на сході — з Війтовецькою селищною громадою, а також сільрадами Волочиського району, які не об'єдналися, на півдні — з Городоцьким районом, на заході — з Тернопільською областю.

## Населені пункти
У складі громади 53 населених пункти — 1 місто і 52 села, які входять до 21 старостинського округу:
| Населений пункт       | Старостинський округ | Населення (2017) |
| --------------------- | -------------------- | ---------------- |
| Волочиськ             | центр ОТГ            | 19226            |
| Користова             | Користовецький       | 1158             |
| Соломна               | Соломнянський        | 868              |
| Копачівка             | Копачівський         | 702              |
| Поляни                | Полянський           | 689              |
| Бальківці             | Користовецький       | 666              |
| Яхнівці               | Яхнівецький          | 666              |
| Щаснівка              | Щаснівецький         | 644              |
| Лозова                | Лозовецький          | 628              |
| Маначин               | Маначинський         | 615              |
| Клинини               | Клининський          | 562              |
| Чухелі                | Чухелівський         | 528              |
| Тарноруда             | Тарнорудський        | 524              |
| Курилівка             | Курилівський         | 513              |
| Гречана               | Соломнянський        | 501              |
| Авратин               | Авратинський         | 496              |
| Вочківці              | Вочковецький         | 451              |
| Федірки               | Федірський           | 442              |
| Гарнишівка            | Гарнишівський        | 392              |
| Лонки                 | Лонковецький         | 385              |
| Ріпна                 | Ріпнянський          | 385              |
| Рябіївка              | Рябіївський          | 330              |
| Мирівка               | Федірський           | 323              |
| Ожигівці              | Ожиговецький         | 322              |
| Іванівці              | Гарнишівський        | 300              |
| Мислова               | Копачівський         | 285              |
| Постолівка            | Зайчиківський        | 205              |
| Канівка               | Полянський           | 192              |
| Зайчики               | Зайчиківський        | 175              |
| Гонорівка             | Рябіївський          | 115              |
| Левківці              | Чухелівський         | 100              |
| Раціборівка           | Соломнянський        | 99               |
| Вигода                | Гарнишівський        | 85               |
| Петрівка              | Полянський           | 84               |
| Сербинів              | Ріпнянський          | 63               |
| Соболівка             | Ожиговецький         | 54               |
| Кушнірівська Слобідка | Лонковецький         | 49               |
| Петрівщина            | Вочковецький         | 43               |
| Збручівка             | Авратинський         | 34               |
| Бутівці               | Ожиговецький         | 29               |
| Случ                  | Чухелівський         | 24               |
| Пальчинці             | Авратинський         | 6                |
| Вільшани              | Вочковецький         | 4                |
| Богданівка            |                      |                  |
| Острів                |                      |                  |
| Кут                   |                      |                  |
| Холодець              |                      |                  |
| Попівці               |                      |                  |
| Нова Гребля           |                      |                  |
| Лісове                |                      |                  |
| Кушнірівка            |                      |                  |
| Іванівка              |                      |                  |
| Великі Жеребки        |                      |                  |